# Sessa Cilento
Sessa Cilento község (comune) Olaszország Campania régiójában, Salerno megyében.

## Fekvése
A megye nyugati részén fekszik. Határai: Lustra, Omignano, Perdifumo, Pollica, San Mauro Cilento, Serramezzana és Stella Cilento.

## Története
Első írásos említése 1187-ből származik. A következő századokban nemesi birtok volt. A 19. században nyerte el önállóságát, amikor a Nápolyi Királyságban felszámolták a feudalizmust.

## Népessége
A népesség számának alakulása:

## Főbb látnivalói
- Palazzo Botti
- Palazzo Lebano
- Palazzo Giordano
- Palazzo De Marco
- Palazzo Coccoli-templom
- Santa Lucia-templom
- Santo Stefano-templom
- Santa Maria delle Valletelle-templom